# Scopula remotata
Scopula remotata är en fjärilsart som beskrevs av Achille Guenée 1858. Scopula remotata ingår i släktet Scopula och familjen mätare. Inga underarter finns listade.